# 石黒寛 (翻訳家)
石黒 寛（いしぐろ ひろし、1917年10月13日 - 1987年2月7日）は、日本の翻訳家。
中華民国長春（旧新京）生まれ。1938年ハルピン学院卒業、南満洲鉄道（満鉄）に入社。戦後1948年までシベリア抑留。その後日ソ友好事業に従事し、1981年より東海大学外国語教育センター教授。

## 翻訳
- カンデローロ『イタリア労働組合運動小史』代久二共訳 国民文庫 1955
- エヌ・クラーギン『資本主義と農業問題 農民の零落と窮乏』大月書店 1955
- ユーリー・ガガーリン,ウラジミール・レベデフ共著『宇宙への挑戦 ガガーリン大佐の遺稿』徳間書店 1968
- エル・ヤ・マリノフスキー『関東軍壊滅す ソ連極東軍の戦略秘録』徳間書店 1968
- フセヴォロド・オフチンニコフ『サクラと沈黙 日本人の心理をさぐる』徳間書店 1971
- フセヴォロド・オフチンニコフ『ヒロシマの灰はまだ熱い 続・サクラと沈黙』徳間書店 1971
- ソ連科学アカデミー編『ロシア近代文化史』国本哲男共訳 ミネルヴァ書房 1972
- A.I.ゾートフ『ロシア美術史』浜田靖子共訳 美術出版社 1976
- 『もう一つのシルクロード 草原民族の興亡と遺産』編訳 東海大学出版会 1981
- マヴロージン『ロシア民族の起源』群像社 1993